# Champsocephalus gunnari
Champsocephalus gunnari är en fiskart som beskrevs av Lönnberg, 1905. Champsocephalus gunnari ingår i släktet Champsocephalus och familjen Channichthyidae. Inga underarter finns listade i Catalogue of Life.